# マルティニェ＝ブリアン
マルティニェ＝ブリアン （Martigné-Briand）は、フランス、ペイ・ド・ラ・ロワール地域圏、メーヌ＝エ＝ロワール県のかつて存在したコミューン。
ドゥエ＝ラ＝フォンテーヌの北西に位置するこの田舎のコミューンは、農業が主体である。それはワインのアペラシオン、コトー・デュ・レイヨンAOCである。18世紀終わりには、大きな戦闘の舞台となっている。

## 地理
ソミュロワ地方にあるアンジューのコミューンである。北のシャヴァニュと南のオービニェ＝シュル＝レイヨンとの間を通る県道748号線が村を通過する。ソミュロワはメーヌ＝エ＝ロワール県南東部の小さな地方で、北のロワール川、西のレイヨン川を境界とする。
気候は、海洋性の温帯気候である。アンジューの気候は、海と大陸の両方から影響を受けるため温暖である。通常、冬は降雨が多く、まれに霜が降り、夏は晴天が多い。

## 由来
1107年にMartineium、12世紀にde Martigneio、1120年にde Martigné、Martigné-BriantそしてMartignéのつづりとなったのは1891年以降である。19世紀初頭からMartigné-Briandとなった。

## 歴史
先史時代の証人として、Pierre levée de la Grouasという巨石記念物がコミューンにあり、磨かれた石斧が多く見つかっている。
中世には、モントルイユ＝ベレの城区の管轄であった。ブリアン・ド・マルティニェは1152年にアンリ2世・ド・プランタジュネによって元帥とされている。
1503年、ルネ・ド・ラ・ジュムリエールが城を築いた。城は今日遺構となって残っている。16世紀の町は、壁で覆われていた。
1565年、シャルル9世は国内行幸を行った。10月4日に王はドゥエで夕食をとり、夜にマルティニェに滞在した。
フランス革命前夜、マルティニェ＝ブリアン教区はシュミエの司祭区に依存し、行政区であるエレクションはソミュールに属していた。
革命に伴い行政区の再編が行われ、1790年にマルティニェ＝ブリアンは小郡庁所在地となり、ヴィイエ郡に統合されたが、1800年にはドゥエ小郡に吸収され、ソミュール郡に属することになった。
この地方の他の地と同じように、18世紀後半にはヴァンデ戦争に巻き込まれた。1793年7月15日、マルティニェ＝ブリアンの戦いが起きた。1793年の7月から8月の間、戦いは勝敗がつかず、両陣営からの攻撃が行われた。ソミュールの外では共和国軍がマルティニェ＝ブリアンの戦いの勝者となり、7月15日にはヴィイエを占領した。しかし彼らは三日後にヴァンデ側からの反撃によって粉砕されている。
2017年1月1日、シャヴァニュ、ノートル＝ダム＝ダランソンと合併し、コミューン・ヌーヴェル（fr）であるテランジュー（fr:Terranjou）となった。

## 経済
ロワール川谷のワイン生産地帯に含まれており、マルティニェ＝ブリアンはヴァン・ダンジューおよびコトー・デュ・レイヨンの中心地に位置している。この甘口の白ワイン（100%シュナン・ブラン種）は3381ヘクタールをカバーするAOCとなっている。

## 人口統計
| 1962年 | 1968年 | 1975年 | 1982年 | 1990年 | 1999年 | 2008年 | 2013年 |
| ------ | ------ | ------ | ------ | ------ | ------ | ------ | ------ |
| 1720   | 1591   | 1717   | 1763   | 1689   | 1705   | 1855   | 1857   |

参照元:1962年から1999年まで人口の2倍カウントなし。1999年までEHESS/Cassini、2004年以降INSEE

## 史跡

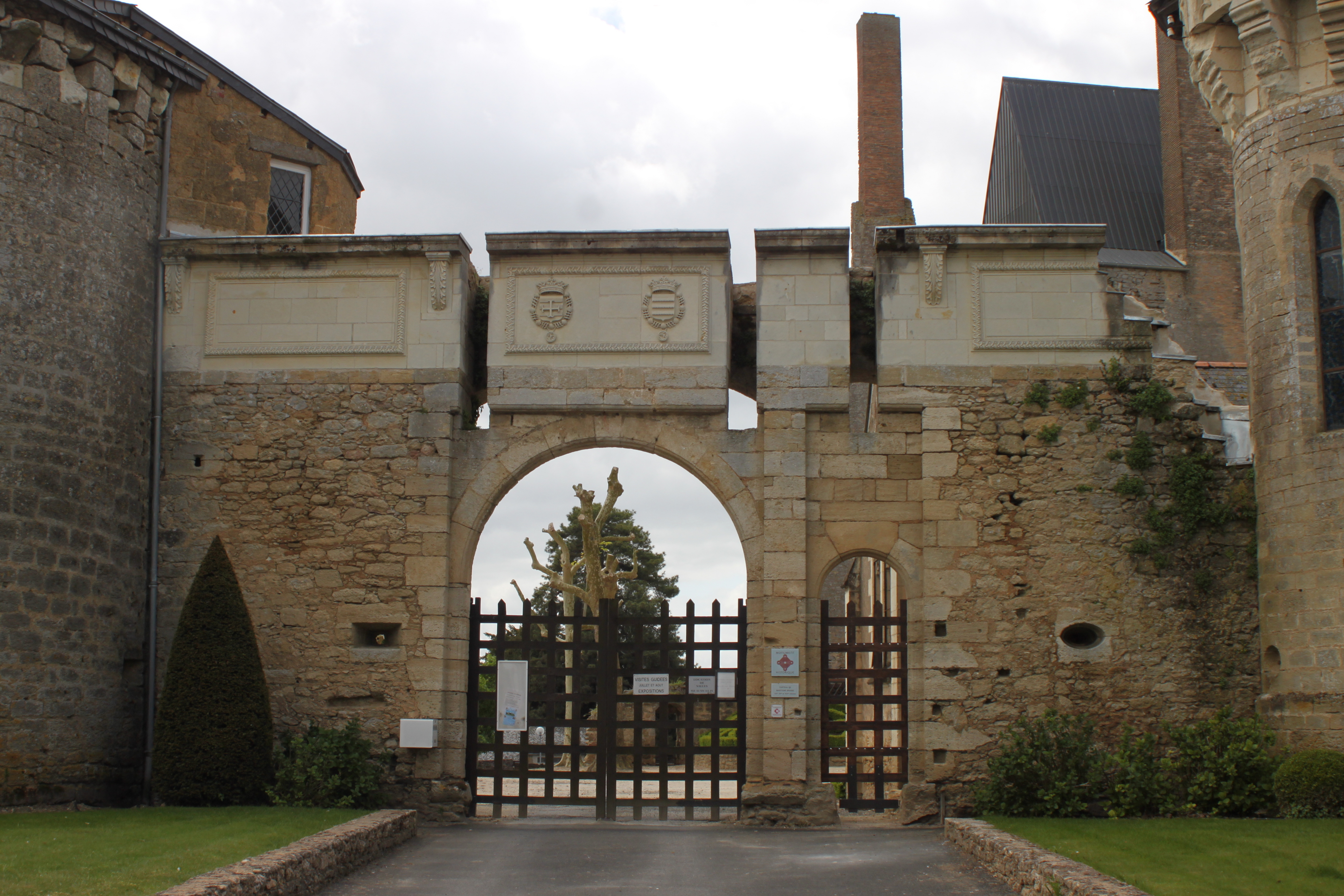
ブリアン城入り口
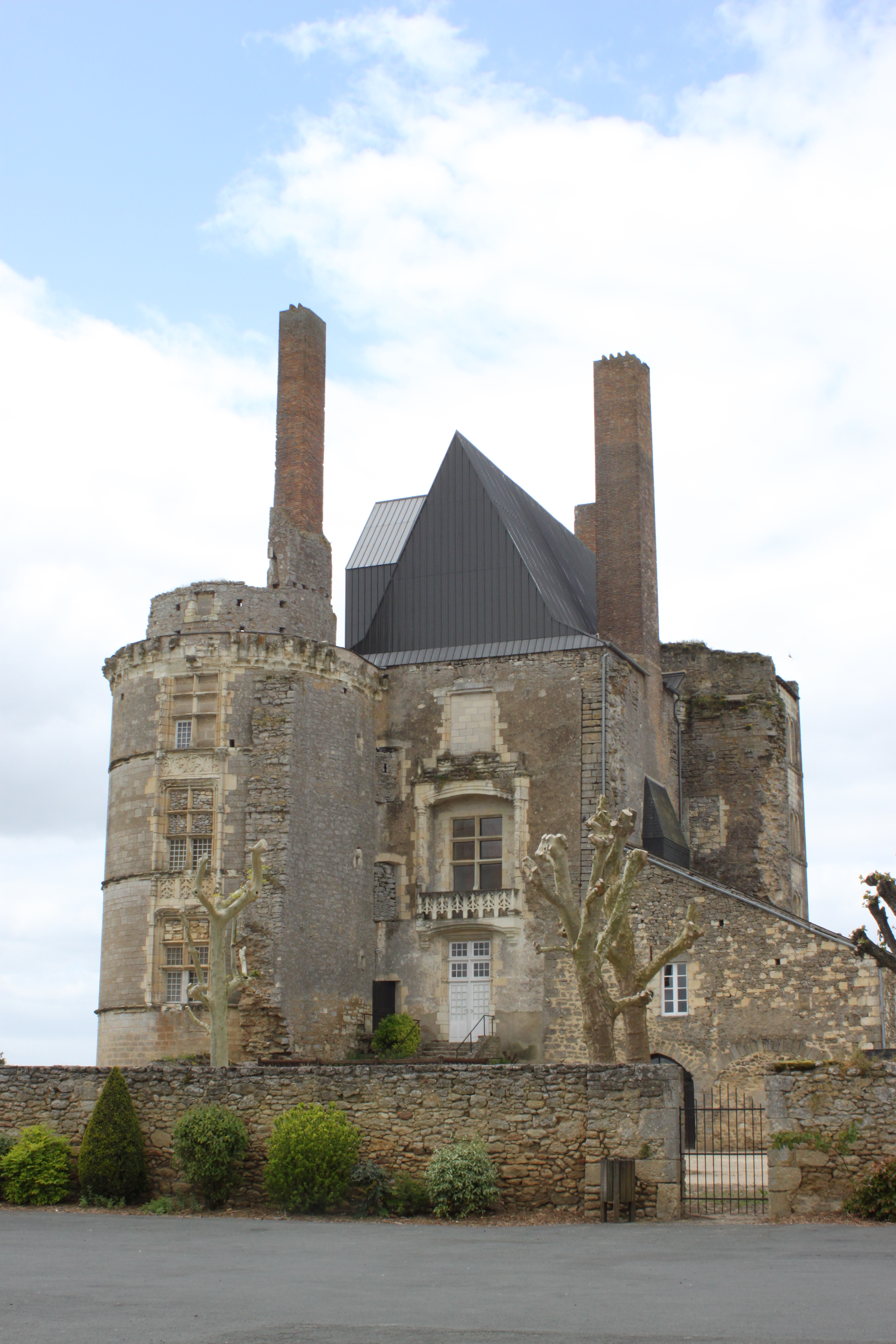
ブリアン城
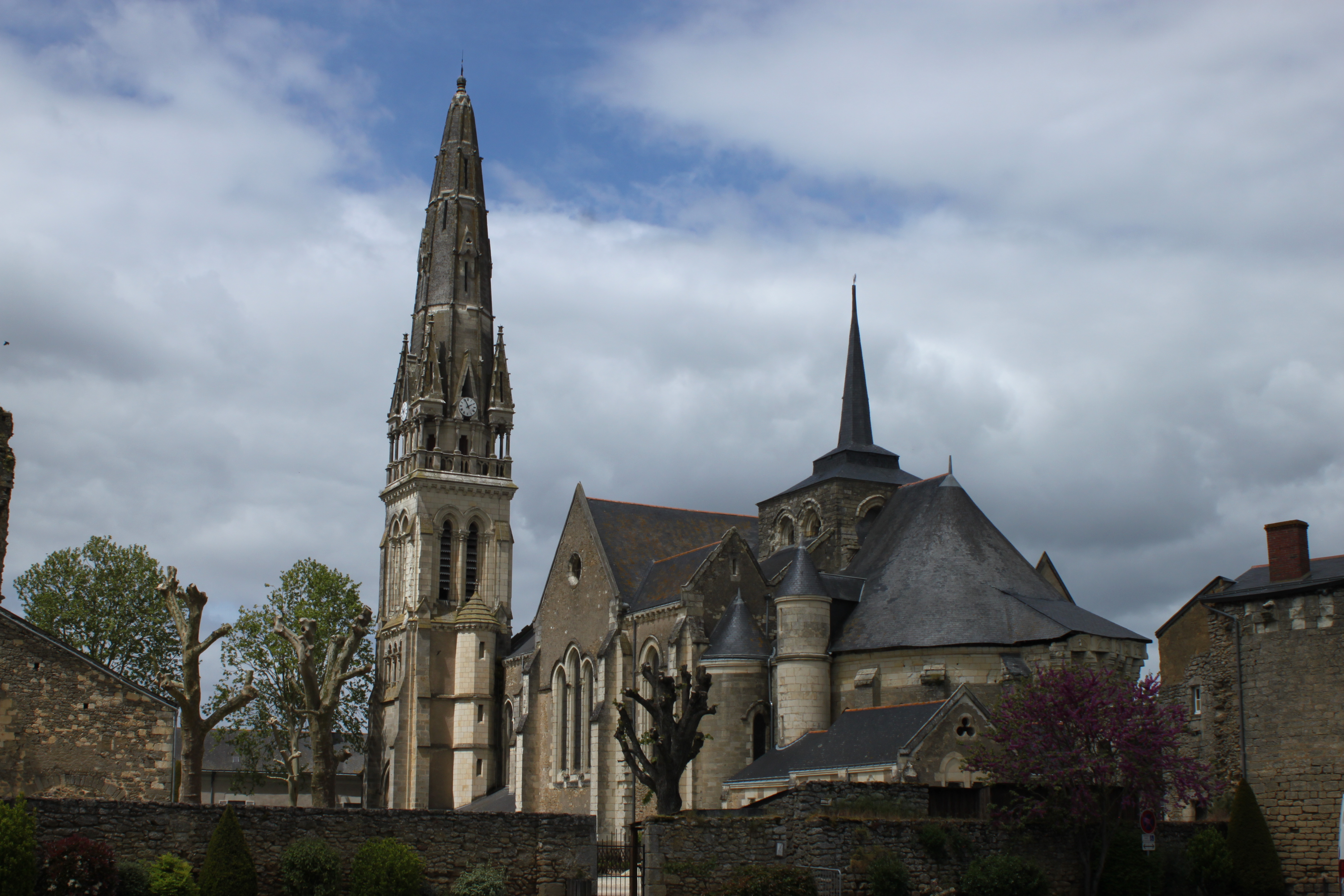
サン・サンプリシャン教会
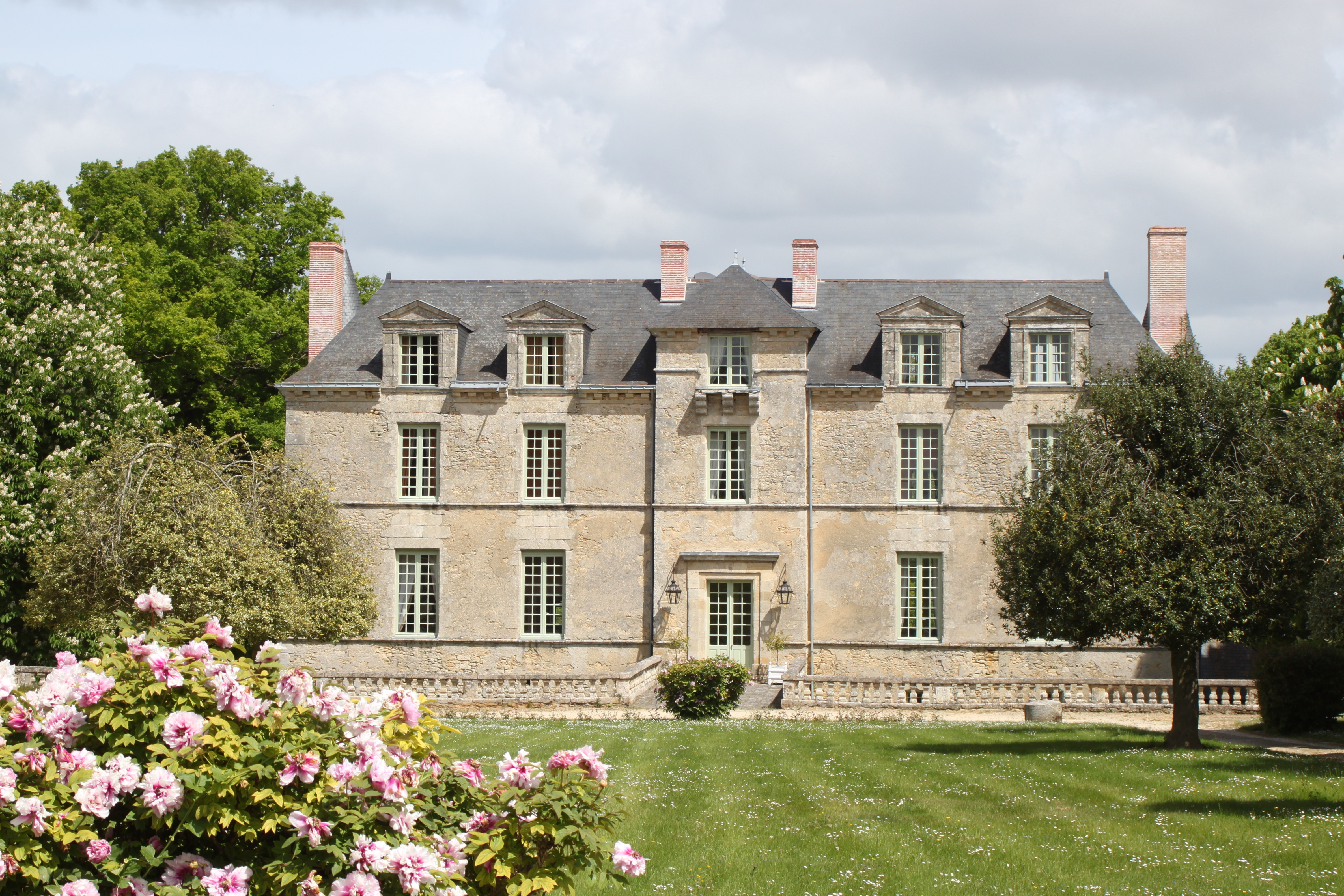
ノワイエ城
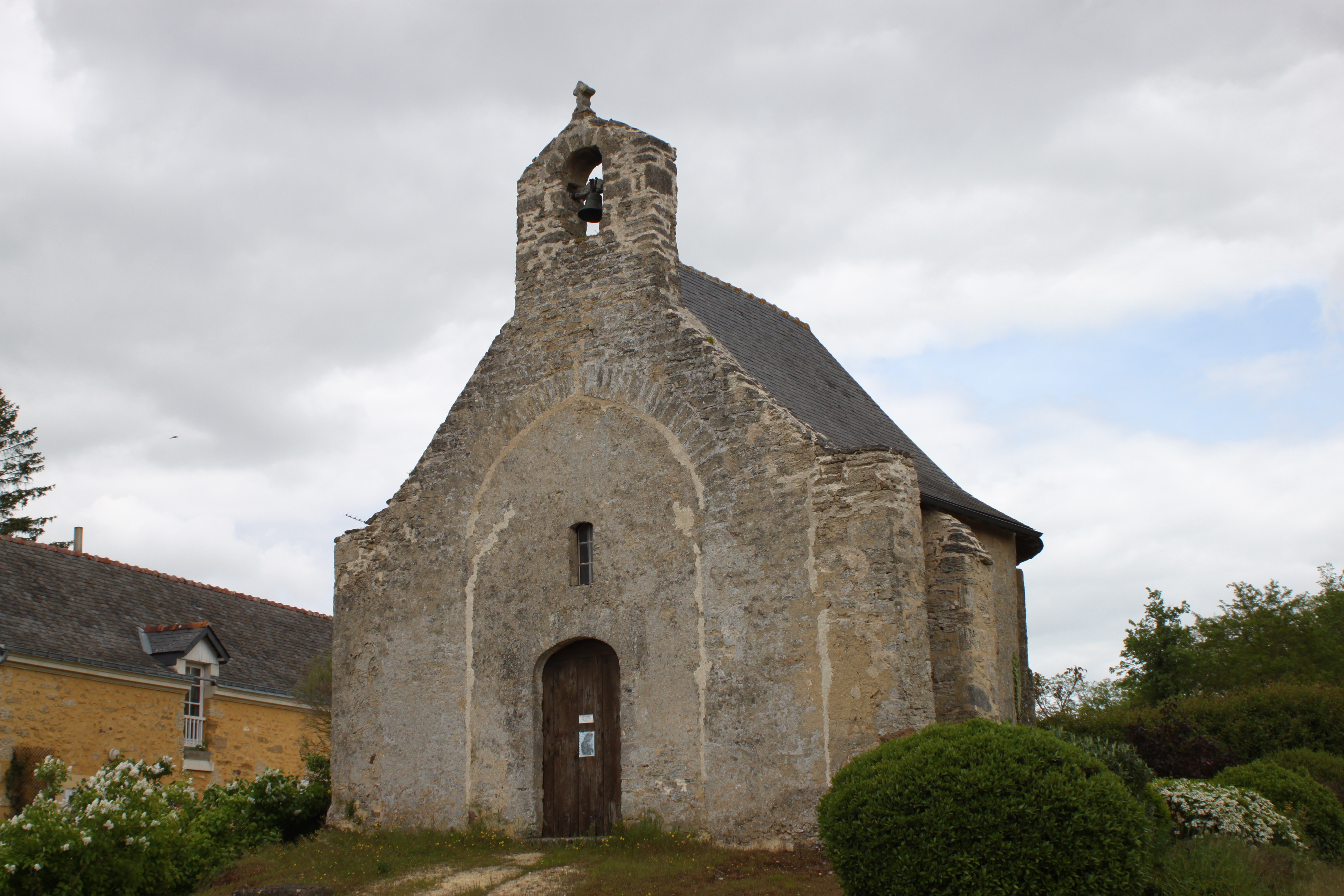
サンタルヌー礼拝堂
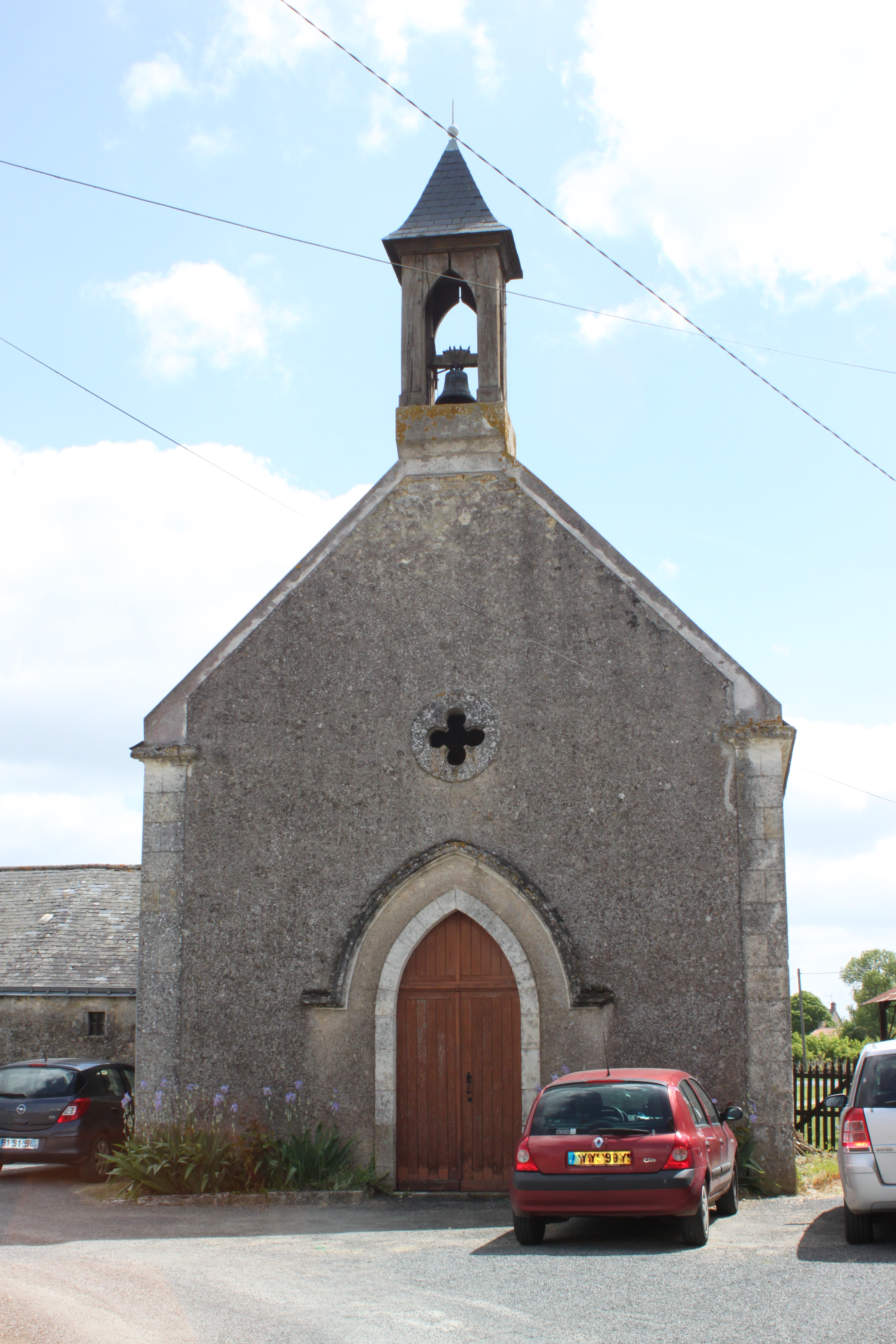
サン・リアン礼拝堂
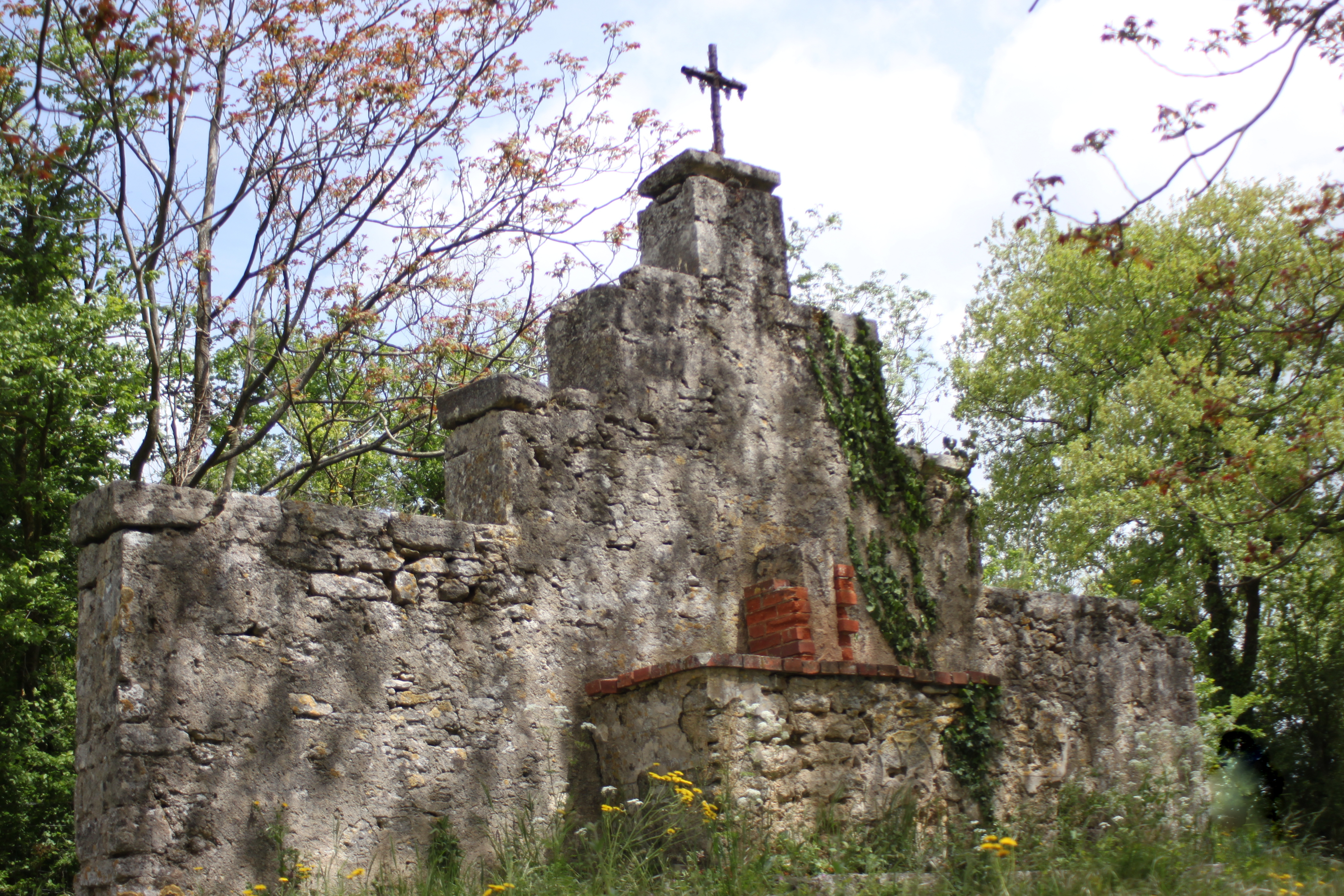
フロントン
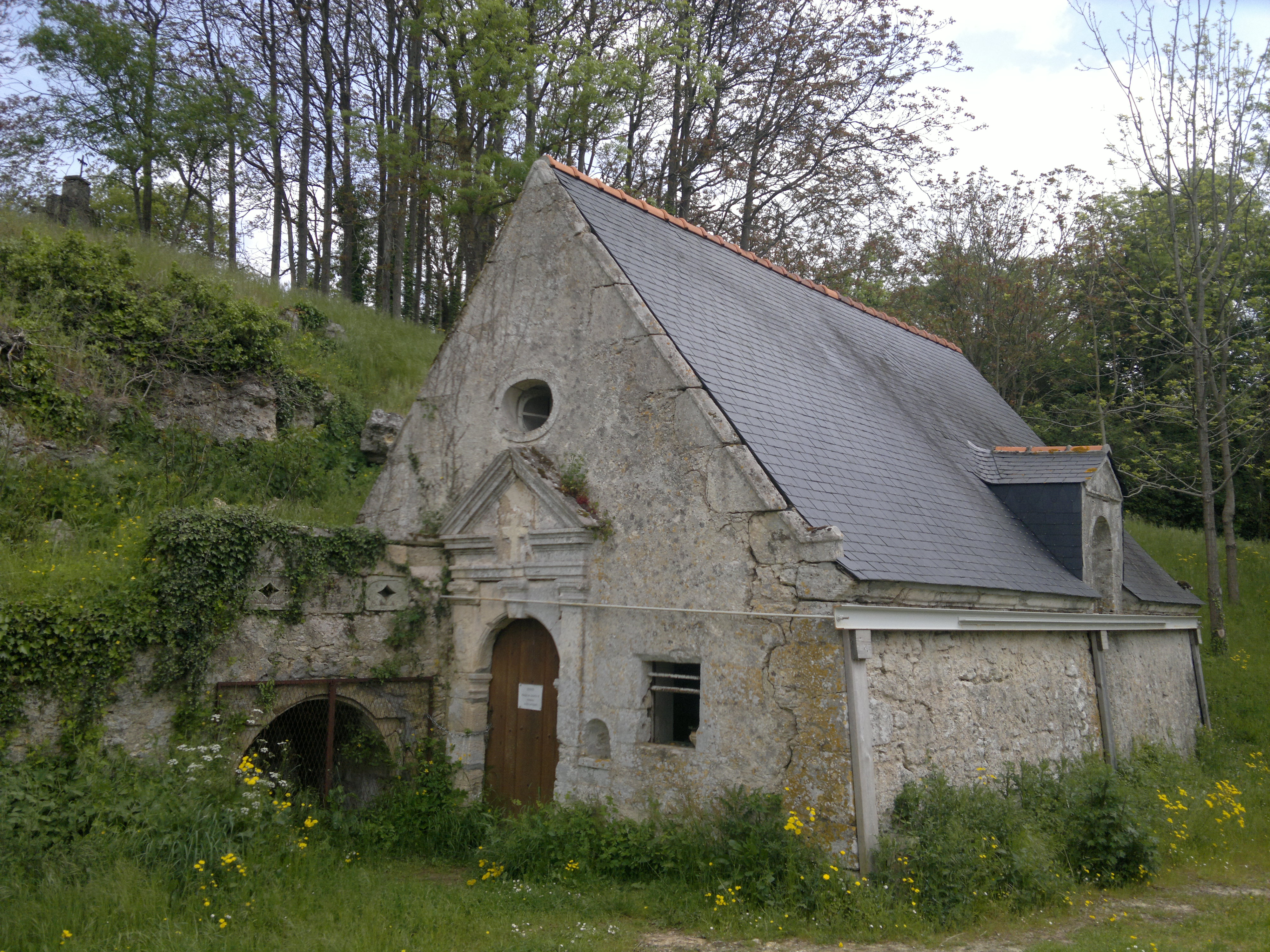
サン・マルタン礼拝堂
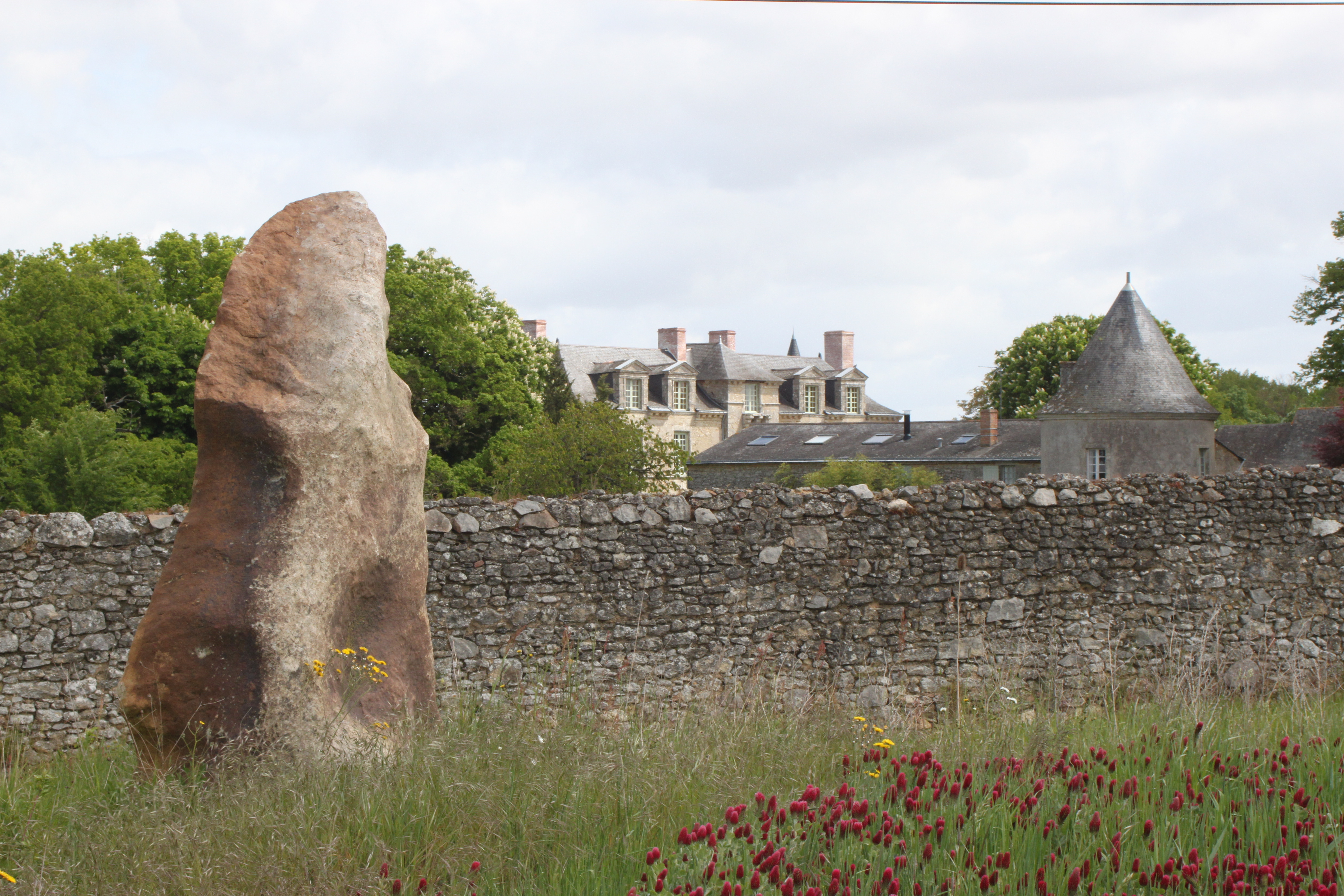
磨かれた石のメンヒル
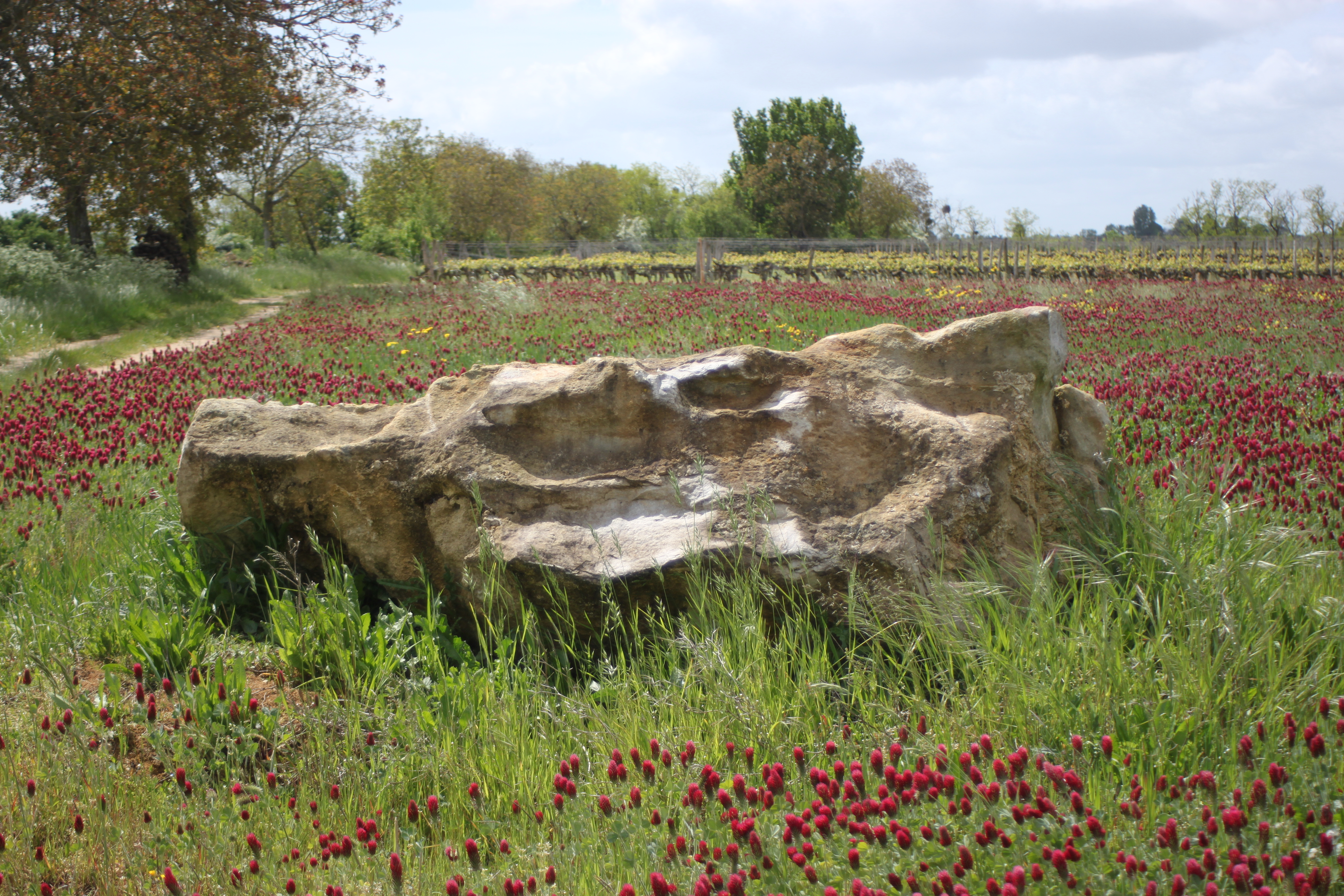
ラ・グルアの巨石記念物

## 姉妹都市
- カステッリーナ・イン・キアンティ、イタリア